# Central Park West
Central Park West é um seriado de televisão norte-americana criado por Darren Star.
Esteve no ar nos Estados Unidos entre setembro de 1995 e junho de 1996. Nestas duas temporadas foram produzidos 21 episódios.

## Elenco
- Mädchen Amick
- Justin Lazard
- Ron Leibman
- John Barrowman
- Lauren Hutton
- Kylie Travis
- Tom Verica
- Melissa Errico
- Michael Michele
- Mariel Hemingway